# Montanoa crenata
Montanoa crenata là một loài thực vật có hoa trong họ Cúc. Loài này được Sch.Bip. ex K.Koch mô tả khoa học đầu tiên năm 1864.